# أدرونزي (أسطورة)
أدرونزي (بالإنجليزية: Adroanzi)‏ في الأساطير الأفريقية، هم أبناء أدروا، الذين يظهرون على شكل ينابيع وأشجار ضخمة وصخور كبيرة. ومن هوايتهم أنهم يتبعون الناس ليلا. فإذا لم يلتفت الناس إلى الوراء فإنهم يمرون سالمين، ولكن إذا التفتوا يمينا أو شمالا فإن الأدرونزي سوف يقتلونهم.